# Kunduz (rivière)
Pour les articles homonymes, voir Kondôz.
Le Kunduz ou Daryâ-ye-Qondôz est une rivière d'Afghanistan qui coule dans les provinces de Bamiyan, de Baghlan et de Kondoz.
C'est un affluent de l'Amou Daria en rive gauche. Le Kunduz porte le nom de Surkhab dans son cours moyen, dans la province de Baghlan.

## Géographie
Le Kunduz naît dans la région des glaciers du versant nord de la chaîne du Koh-i Baba dans la province de Bamiyan, à quelque 20 kilomètres au sud-ouest de la ville de Bamiyan, ville qu'il traverse sous le nom de rivière de Bamiyan. Il se dirige alors vers l'est empruntant la profonde vallée séparant la partie occidentale de l'Hindou Kouch au nord, du massif du Koh-i-Baba, au sud. Après avoir parcouru ainsi une cinquantaine de kilomètres, il effectue un coude à 90° et prend la direction du nord, traversant ainsi la chaîne de l'Hindou Kouch. Cette traversée terminée, il prend la direction de l'est-nord-est et pénètre ainsi dans la province de Baghlan. Il porte alors le nom de Surkhab.
Il longe alors, d'ouest en est, le versant nord de la chaîne de l'Hindou Kouch, sur une distance de plus de 80 kilomètres, recevant, surtout en rive droite, quantité de petits affluents venus de la montagne.
Arrivé au niveau de la ville de Duchi, il reçoit en rive droite un affluent abondant venu de l'est, l'Anderab, puis il change à nouveau d'orientation, et se dirige dès lors plein nord vers l'Amou-Daria, traversant du sud au nord les provinces de Baghlan, puis de Kunduz.
À trente kilomètres en aval de la ville de Kunduz, il reçoit en rive droite les eaux de l'important Khanabad venu de la province voisine de Takhâr. Il se jette peu après dans l'Amou Daria.

## Bassin versant
Le bassin versant du Kunduz correspond approximativement à la totalité de la province de Baghlan, plus la partie orientale de celle de Bamiyan, ainsi que les deux tiers des provinces de Takhâr et de Kunduz. Sa surface est estimée à 31 300 kilomètres2.

## Principales villes traversées
- Province de Bamiyan : Bamiyan,
- Province de Baghlan : Duchi, Pol-e Khomri, Baghlan
- Province de Kunduz : Kunduz

## Affluents
Le Kunduz reçoit de multiples affluents surtout en rive droite, alimentés essentiellement par la fonte des neiges et des glaciers au printemps et en été. Parmi eux :
- L'Ajar qui conflue en rive gauche et provient du district de Kahmard en province de Bamiyan.
- L'Anderab lui apporte à Duchi, en rive droite, les eaux de fonte des neiges de toute la partie sud-est de la province de Baghlan.
- Son affluent principal est le Khanabad, qui lui apporte ses eaux, en rive droite, à Yakala-ye Zad, localité située à une trentaine de kilomètres au nord-ouest de la ville de Kunduz.

## Alimentation
Le Kunduz est alimenté, surtout en rive droite, par les eaux de fonte des neiges et des glaciers de la plus grande partie du versant septentrional de la chaîne de l'Hindou-Kouch, entre la région de Bamiyan (à l'ouest) et la frontière de la province de Badakhchan (à l'est). Il recueille de ce fait les eaux de petites et grandes rivières, réparties sur une distance de plus de 250 kilomètres.
Les glaciers les plus importants se situent au sud des districts d'Andarab, de Khinjan, de Khost wa Fereng et de Tala wa Barfak, dans la province de Baghlan, ainsi que dans les districts de Warsaj et de Farkhar de la province de Takhâr.

## Hydrométrie - Les débits à la station de Pol-e Khomri
Le débit du Kunduz a été observé pendant 15 ans (1950-1965) à Pol-e Khomri, situé au niveau de l'arrivée de la rivière dans la plaine de l'Amou Daria.
À Pol-e Khomri, le débit inter annuel moyen ou module observé sur cette période était de 67,6 m3/s pour un bassin versant de 17,250 km2.
La lame d'eau écoulée dans cette partie du bassin, de loin la plus importante du point de vue de l'écoulement, atteint ainsi le chiffre de 124 millimètres par an.